# Johann Klepper

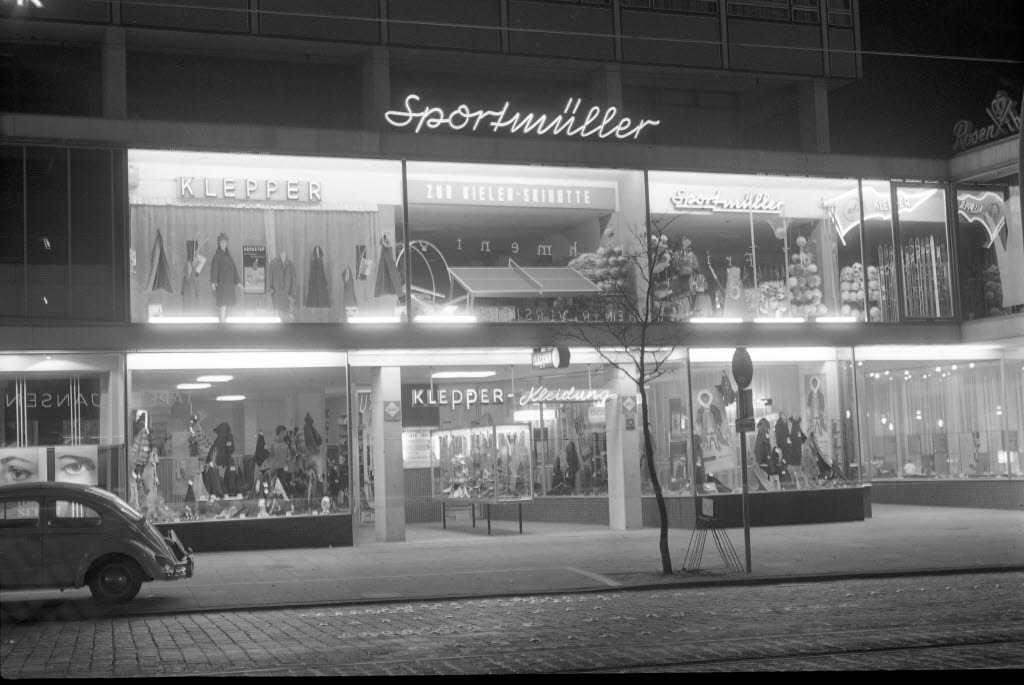
Klepper-Kleidung dominiert das Kieler Bekleidungshaus Sportmüller (1963)

Der Rosenheimer Schneidermeister Johann Klepper (* 23. Mai 1868 in Rosenheim; † 31. Januar 1949 ebenda), der zuvor die elterliche Schneiderei um eine Abteilung für Sportartikel erweitert hatte, erwarb 1907 von Alfred Heurich die Exklusivlizenz für das von Heurich erfundene Faltboot und begann mit der Serienfertigung der Boote. Die erforderliche Produktionsstätte richtete er auf dem Dachboden seines Hauses ein.
1919 gründete Klepper die Johann Klepper & Co. GmbH.
Der Unternehmer Klepper beschränkte sich nicht auf die Herstellung von Faltbooten, sondern produzierte auch eine ganze Anzahl anderer gummierter Artikel wie Gummischuhe und die Kleppermäntel, die er aus einem 1926 entwickelten, mit Gummi imprägnierten Stoff fertigte. Während der Zeit des Nationalsozialismus belieferte Klepper auch staatliche Abnehmer. Klepper produzierte spezielle Mäntel für die Wehrmacht und die Reichsbahn.
Einige Zeit warb die Klepper Faltbootwerft mit dem Slogan „Fahre fröhlich in die weite Welt, mit Klepper-Mantel, -Boot und -Zelt“.
Als sein Sohn Hans Klepper das Unternehmen 1929 von seinem Vater übernahm, produzierte das Unternehmen täglich bis zu etwa 90 Boote und 1000 Regenmäntel.
1973 wurde das Unternehmen in die Klepper Bootsbau KG (später Klepper Faltbootwerft) und die Klepper Bekleidungsfabrik KG (später Klepper Sportswear) geteilt.
Mit dem Verschwinden des gummierten Mantelstoffs in den 1970er-Jahren verschwand der Klepper-Mantel allmählich aus dem Straßenbild. Der letzte Klepper-Mantel wurde 1988 hergestellt.

## Ehrungen
- 23. Mai 1948: Ehrenbürger der Stadt Rosenheim